# Доннелли (тауншип, округ Маршалл, Миннесота)
Доннелли (англ. Donnelly) — тауншип в округе Маршалл, Миннесота, США. На 2000 год его население составило 28 человек.

## География
По данным Бюро переписи населения США площадь тауншипа составляет 93,5 км², из которых 93,5 км² занимает суша, водоёмов нет.

## Демография
По данным переписи населения 2000 года здесь находились 28 человек, 10 домохозяйств и 8 семей. Плотность населения —  0,3 чел./км². На территории тауншипа расположено 10 построек со средней плотностью 0,1 построек на один квадратный километр. Расовый состав населения: 100,00 % белых.
Из 10 домохозяйств в 50,0 % воспитывались дети до 18 лет, в 70,0 % проживали супружеские пары и в 20,0 % домохозяйств проживали несемейные люди. 20,0 % домохозяйств состояли из одного человека, при том 10,0 % из — одиноких пожилых людей старше 65 лет. Средний размер домохозяйства — 2,80, а семьи — 3,25 человека.
32,1 % населения — младше 18 лет, 3,6 % — в возрасте от 18 до 24 лет, 28,6 % — от 25 до 44, 17,9 % — от 45 до 64, и 17,9 % старше 65 лет. Средний возраст — 41 год. На каждые 100 женщин приходилось 154,5 мужчин. На каждые 100 женщин старше 18 приходилось 137,5 мужчин.
Средний годовой доход домохозяйства составлял 40 625 долларов, а средний годовой доход семьи —  41 875 долларов. Средний доход мужчин —  20 000  долларов, в то время как у женщин — 25 000. Доход на душу населения составил 19 561 доллар. За чертой бедности не находились ни одна семья и ни один человек.